# Ali Hussein
Ali Hussein Shibab (5 maggio 1961 – Baghdad, 26 ottobre 2016) è stato un calciatore iracheno, di ruolo centrocampista.

## Carriera
Con la Nazionale irachena ha partecipato ai Mondiali 1986 disputando 3 partite.